# إرنست كالفين وليامز
إرنست كالفين وليامز (بالإنجليزية: Ernest Calvin Williams) هو ضابط أمريكي، ولد في 2 أغسطس 1887 في برادويل في الولايات المتحدة، وتوفي في 31 يوليو 1940.